# Paloma Cela
Pour les articles homonymes, voir Cela et Molinero.
 (mars 2019).
Si vous disposez d'ouvrages ou d'articles de référence ou si vous connaissez des sites web de qualité traitant du thème abordé ici, merci de compléter l'article en donnant les références utiles à sa vérifiabilité et en les liant à la section « Notes et références ».
Paloma Cela, de son vrai nom María Luisa Cela Molinero, est une actrice et mannequin espagnole née le 4 mars 1943 à Madrid et morte dans la même ville le 30 mars 2019.

## Biographie
Née à Madrid, en Espagne, elle débute comme mannequin avant de tourner en 1967 dans le film Operación cabaretera de Mariano Ozores.
Au cours des années suivantes, elle joue principalement dans des comédies jusqu'au début des années 1990 où elle commence à apparaître plus souvent dans des sitcoms telles que ¡Ay, Señor, Señor! et ¡Ala ... Dina !. En 1998, elle joue dans Tío Willy, première série en Espagne mettant en vedette un personnage LGBT.
Au théâtre, elle joue dans plusieurs pièces telles que La venganza de la Petra (2002) et Anacleto se divorcia (2003).
Depuis le milieu des années 2000, elle n'était apparue que dans des émissions telles que Sálvame Deluxe, où elle s'était retrouvée contrainte de se défendre contre des affirmations diffamatoires de la journaliste Lydia Lozano.
Admise à l’hôpital La Paz de Madrid le 12 février 2019 pour des problèmes vasculaires, elle meurt le 30 mars.
Elle a été mariée au modèle et publicitaire argentin Horacio Suárez Retondo de 1977 à 1979.

## Filmographie

### Cinéma
- 1967 : Operación cabaretera
- 1967 : 40 grados a la sombra
- 1968 : Pecados conyugales
- 1968 : Tepepa : Consuelo
- 1969 : Le Clan des frères Mannata (¡Viva América!) de Javier Setó
- 1969 : Mi marido y sus complejos
- 1969 : De l'amour et d'autres sentiments (Del amor y otras soledades)
- 1971 : Les Aventuriers de l'ouest sauvage (A Town Called Hell) : Paloma
- 1975 : El Libro del Buen Amor
- 1976 : A la legión le gustan las mujeres... y a las mujeres, les gusta la legión
- 1977 : Eva, limpia como los chorros del oro
- 1984 : Operación Mantis
- 1985 : Bad Medicine : Lupita
- 1992 : La Noche del ejecutor
- 1994 : El Baile de las ánimas : Angelines
- 2000 : Me da igual : la mère
- 2001 : Inocencia : Irma Flavia
- 2001 : Torrente 2: Misión en Marbella

### Télévision

#### Téléfilms
- 1988 : Onassis, l'homme le plus riche du monde (Onassis: The Richest Man in the World) : Mme Ayshe

#### Séries télévisées
- 1984 : Teresa de Jesús (en), série télévisée : épisodes
  - 1.2 Cuentas de conciencia,
  - 1.3 Desafío espiritual,
  - 1.6 Visita de descalzas
- 1992 : Fantômes en héritage : la cuisinière
- 1998 : Tío Willy